# Castillo de San Carlos de la Barra
El castillo de San Carlos de la Barra es una construcción del Imperio español, ubicada en la Península de San Carlos, en el estado Zulia, Venezuela. Fue construido en 1623 con rocas calizas, traídas desde la Isla de Toas, en la entrada de la barra de Maracaibo. La fortaleza tenía por objeto proteger el paso que conecta el Lago de Maracaibo con el Golfo de Venezuela. En la época en que se construyó, Maracaibo había sido atacada y saqueada varias veces por piratas y la construcción del castillo pretendía disponer de una verdadera defensa del territorio que evitara la entrada de piratas a tierra firme.

## Historia
En 1666 el pirata Jean David Nau El Olonés con una flota de 8 naves y 650 hombres se dirigió al golfo de Venezuela y de allí pasó a la boca del lago de Maracaibo, donde se encontraba el Castillo de San Carlos armado con 16 cañones. Tras un intercambio de artillería, los piratas tomaron el castillo en menos de tres horas.

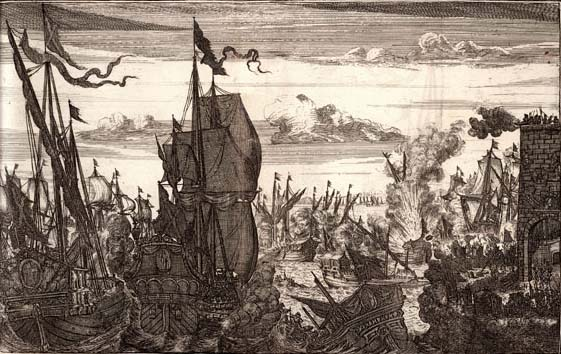
Imagen de la embestida de la flota de Henry Morgan al aventurarse a salir del lago de Maracaibo.

En el Castillo se refugiaron los sobrevivientes del saqueo de Maracaibo realizado por el pirata Henry Morgan en marzo de 1669. Al saber de la inutilidad de escapar del lago de Maracaibo franqueando el castillo, Morgan intentó negociar con los españoles al pedir rescate por los rehenes. En respuesta le fue dada una suma en oro y plata más algunas reses en pago, pero el capitán a cargo del castillo, Alonso de Espinosa, se negó tajantemente a dejarlos partir. Al siguiente día, la treta utilizada por Morgan para la huida consistió en simular un ataque por tierra contra el emplazamiento. Hecho así, los cañones, en manos de los españoles, cambiaron su objetivo. Logrado esto por la noche, los filibusteros se apresuraron a abandonar a toda vela el lugar, mientras los soldados en el castillo trataban de apuntar nuevamente el armamento al mar, sin conseguirlo. Morgan regresó a la Jamaica inglesa el 14 de mayo de 1669 bajo amonestaciones del gobernador inglés Thomas Modyford por las reclamaciones recibidas de Londres por las fechorías cometidas.

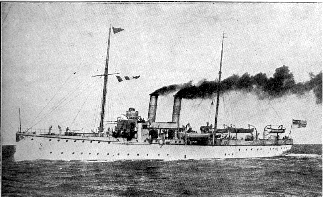
El cañonero SMS Panther, de la Marina Imperial alemana, que fue repelido por las baterías del castillo durante el bloqueo naval de 1903.

En 1823 el castillo fue atacado y tomado por la escuadra comandada por el almirante José Prudencio Padilla en lo que se conoce como el Forzamiento de la Barra de Maracaibo y que permitiría a los navíos patriotas entrar al lago y enfrentarse a la flota realista en la Batalla naval del Lago de Maracaibo.

El castillo siguió siendo usado para usos militares aun cuando ya se encontraba obsoleto para mediados del siglo XIX.

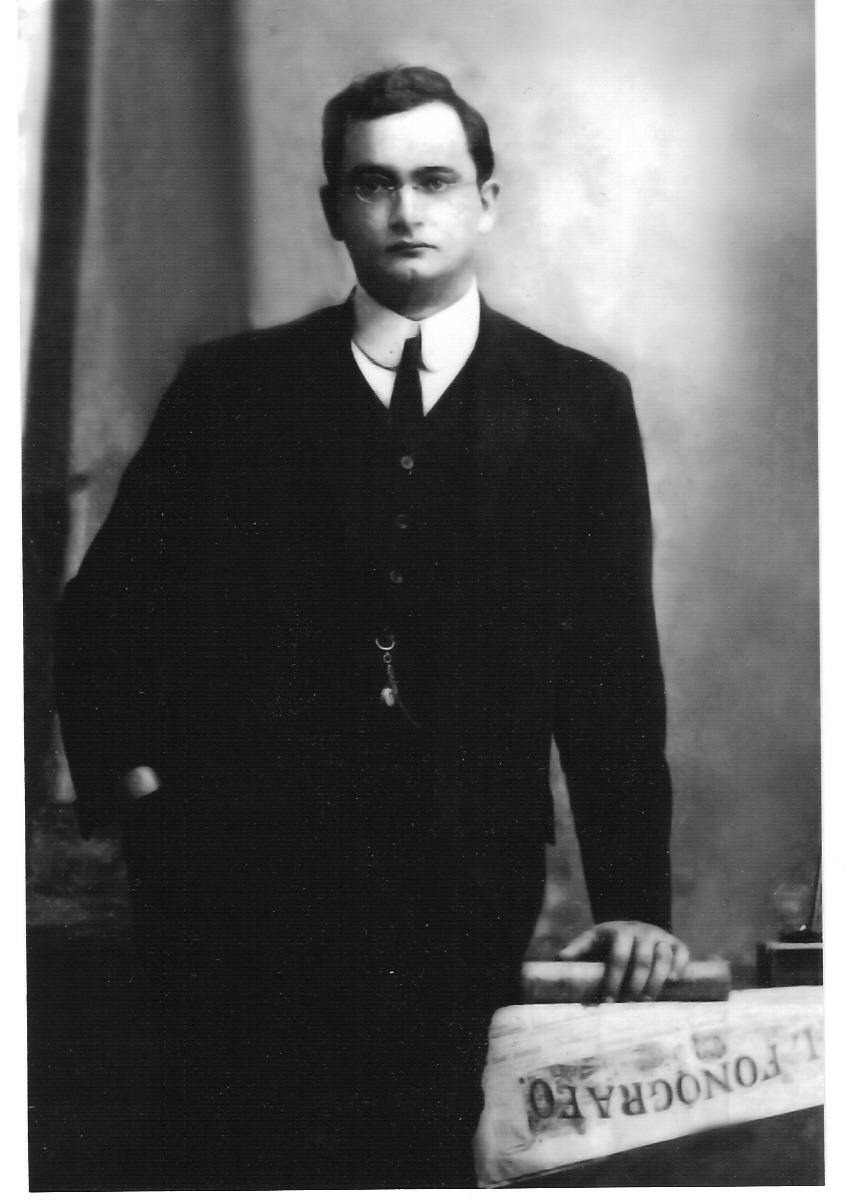
Eduardo López Bustamante, Director del Diario El Fonógrafo de Maracaibo, preso político célebre del Castillo de San Carlos.

### Bloqueo naval
En 1903 el presidente de Venezuela, Cipriano Castro, declaró públicamente que no pagaría la deuda que tenía el país con varios países de Europa. Sus declaraciones alertaron a los gobiernos europeos, quienes decidieron imponer un bloqueo naval exigiendo el cumplimiento de los compromisos.
Durante el bloqueo naval impuesto por las potencias europeas, el 17 de enero de 1903, el cañonero SMS Panther apoyado por el crucero ligero SMS Falke, ambos de bandera alemana, persiguen a una goleta mercante que había burlado el bloqueo e intentan pasar por la barra del Lago de Maracaibo. El capitán del Panther, al no conocer la batimetría de aguas someras del sitio, encalló en los bancos de arena, quedando a tiro de los cañones del Castillo San Carlos. De inmediato se inició un duelo de artillería entre los buques invasores y la fortaleza. Los artilleros venezolanos Manuel Quevedo y Carlos José Cárdenas con un cañón Krupp de 80 mm (que por coincidencia era de fabricación alemana) lograron hacer varios impactos en el SMS Panther, averiándolo de consideración.[cita requerida] En esta acción resultaron seis heridos en el castillo San Carlos bajo el comando del General Jorge Antonio Bello. Entre ellos, el General Tomas Pino, segundo comandante, quien es trasladado a Caracas para su recuperación con el cargo de Senador por el estado Mérida. Fallece a consecuencia de la heridas el día 15/12/1905 en la ciudad de Mérida, ocupando el cargo de Presidente del estado Mérida. Sus restos reposan en el atrium de la Iglesia La Santísima Inmaculada de la población de Mururubá, de donde era nativo.

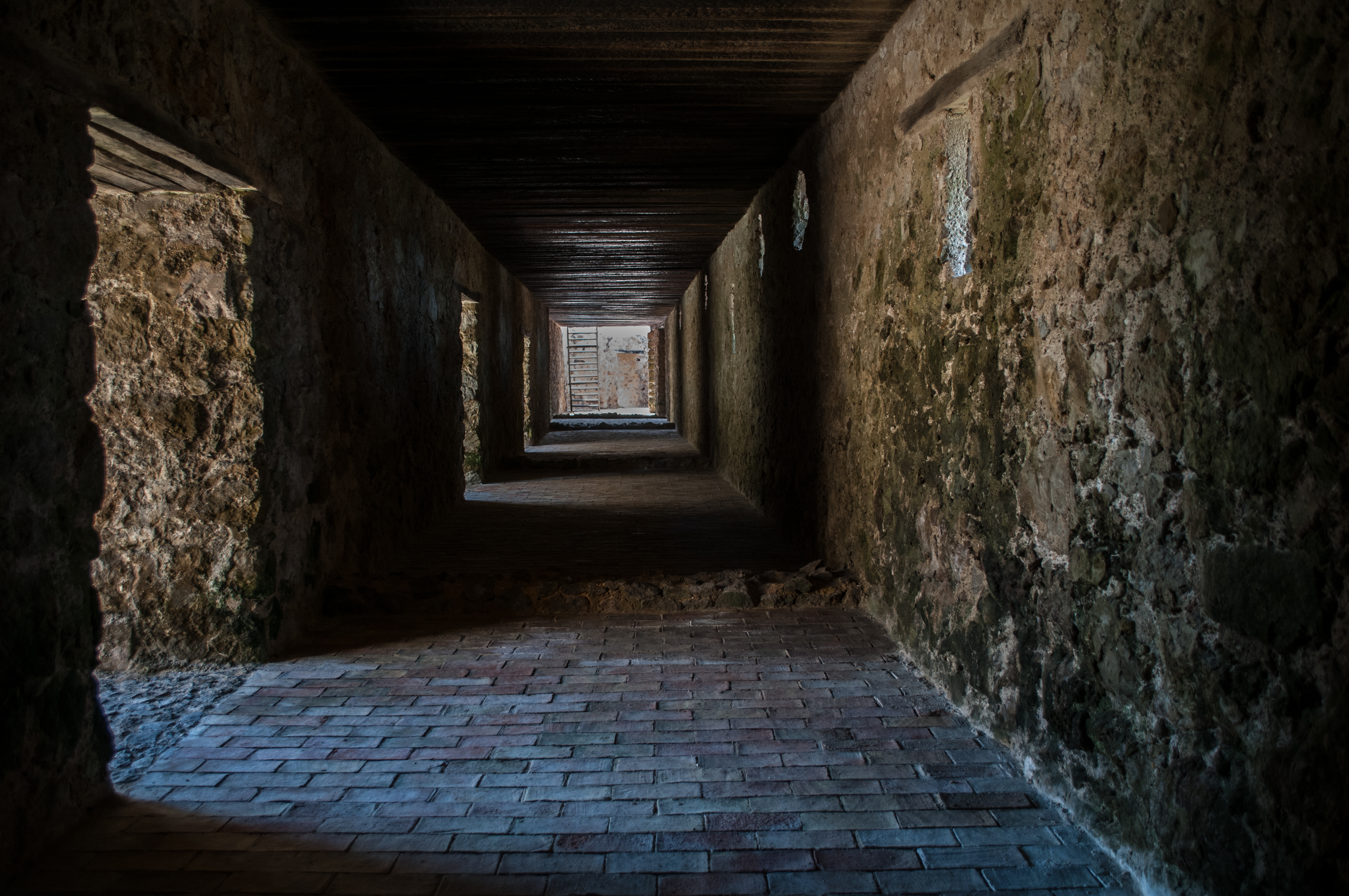
Corredor de calabozos del Castillo de San Carlos.

El 20 de enero de 1903 llega, procedente de Puerto Cabello, el crucero protegido alemán SMS Vineta, en relevo del SMS Panther, para realizar al día siguiente un bombardeo de ocho horas de duración al indefenso pueblo de San Carlos, ocasionando cerca de 40 muertos.

### El castillo se convierte en prisión
El dictador Cipriano Castro convirtió el Castillo de San Carlos en una prisión para sus adversarios políticos, práctica que continuó con mayor intensidad durante 27 años su sucesor, Juan Vicente Gómez. Los reclusos llevaban grillos y pesadas barras de metal en los pies. Eran sometidos a torturas y a una vida infrahumana.
Entre los más célebres prisioneros se encuentran José Gregorio Monagas, Ramón Guerra, Nicolás Rolando, José Manuel "Mocho" Hernández, Tomás Funes, Gumersindo Torres, Gustavo Machado, Monseñor Olegario Villalobos, sacerdote muy apreciado en la región, y Eduardo López Bustamante, director del Diario El Fonógrafo de Maracaibo, periodista, abogado y poeta.
El Castillo de San Carlos fue declarado en 1965 Monumento Histórico Nacional y es uno de los atractivos turísticos de la región zuliana. Actualmente existe una ruta de ferry que llega al terminal de la isla de San Carlos desde un pequeño muelle ubicado en San Rafael de El Moján.